# Georg Heibl
Georg Heibl (Neubeuern, 16 de febrero de 1935) es un deportista alemán que compitió para la RFA en bobsleigh en la modalidad doble. Ganó dos medallas de plata en el Campeonato Mundial de Bobsleigh, en los años 1974 y 1975.

## Palmarés internacional
| Campeonato Mundial | Campeonato Mundial   | Campeonato Mundial | Campeonato Mundial |
| Año                | Lugar                | Medalla            | Prueba             |
| ------------------ | -------------------- | ------------------ | ------------------ |
| 1974               | Sankt Moritz (Suiza) | Medalla de plata   | Doble              |
| 1975               | Cervinia (Italia)    | Medalla de plata   | Doble              |